# Château de Quincerot
Le château de Quincerot  est un château du XVIIe siècle situé à Quincerot en Bourgogne-Franche-Comté.

## Localisation
Situé en sortie sud du village sur le versant est de la RD 4 et de la vallée de l'Armançon.

## Historique
Tenue en fief au début du XIVe siècle par Othenon de Baalon. la maison forte de Quincerot passe en 1323 à Hugues de Bierry puis, en 1331, à Alexandre de Blaisy. A la fin du siècle, elle est à Hue de Saigny, gouverneur de Montbard puis au début du XVe siècle aux La Perrière. En 1593, M. de Cypierre en déloge les ligueurs et démantèle le fort. Celui-ci est rebâti et en 1656, Charles de Harangier, seigneur de Chassey, tient à Quincerot un château et toute justice[réf. souhaitée].

## Architecture
Le château de Quincerot est construit dans une large enceinte garnie de trois tours d’angle complétée à l'ouest par une basse-cour qui défend l'entrée principale et au nord par un jardin clos de murs. Le corps de logis à toit à double pente est muni à l'est d'une petite tour plus ancienne qui ferme l'enceinte au sud. Il est complété à l'ouest par une courte aile en retour d'angle. L'enceinte est fermée au nord et à l'ouest par une haute courtine munie d’archères. La courtine nord relie deux larges tours défendues chacune par deux canonnières et sur chaque face par deux fenêtres de tir. L'autre courtine relie une tour carrée à la tour ronde du pigeonnier et est ouverte sur l'extérieur par une porte cochère datée de 1719[réf. souhaitée]. 
Les façades et les toitures du corps de logis principal et des trois tours, les courtines, l'escalier monumental extérieur, les sols des deux cours intérieures, l'escalier intérieur avec sa rampe à balustres de pierre, le salon au rez-de-chaussée avec son décor sont inscrits à l'inventaire supplémentaire des monuments historiques par arrêté du 15 juillet 1976.

## Valorisation du patrimoine
Le château accueille un centre d'animation culturelle.